# Valdemir Pereira
Valdemir Dos Santos Pereira (* 15. November 1974 in Cruz das Almas, Brasilien) ist ein ehemaliger brasilianischer Profiboxer. Er war von Januar bis Mai 2006 IBF-Weltmeister im Federgewicht.

## Amateurkarriere
Valdemir Pereira wurde 1995, 1996 und 1997 Brasilianischer Meister im Bantamgewicht.
Er war Viertelfinalist der Panamerikameisterschaften 1997 in Medellín, gewann die Südamerikameisterschaften 1999 in Quito und qualifizierte sich damit für die Panamerikanischen Spiele 1999 in Winnipeg, wo er ebenfalls das Viertelfinale erreichen konnte.
Nach dem Gewinn der amerikanischen Olympiaqualifikation 2000 in Buenos Aires, wobei er im Finale Edwin Valero besiegte, startete er bei den Olympischen Spielen 2000 in Sydney. Dort besiegte er James Swan und unterlag im Achtelfinale gegen Ramaz Paliani.

## Profikarriere
Valdemir Pereira gab sein Profidebüt im März 2001 und gewann 22 Kämpfe in Folge, darunter gegen die WM-Herausforderer Rogers Mtagwa, Emmanuel Lucero, Pastor Maurin, Whyber Garcia und Victor Paz. Er konnte daraufhin am 20. Januar 2006 selbst um einen WM-Titel, den IBF-Gürtel im Federgewicht boxen und siegte einstimmig gegen Fahprakorb Rakkiatgym. Er verlor den Titel in der ersten Verteidigung am 13. Mai 2006 durch Disqualifikation an Eric Aiken und beendete seine Karriere.